# برانکو میلیوش
برانکو میلیوش (انگلیسی: Branko Miljuš؛ زادهٔ ۱۷ اوت ۱۹۶۰) بازیکن فوتبال اهل یوگسلاوی بود.
از باشگاه‌هایی که در آن بازی کرده‌است می‌توان به باشگاه فوتبال رئال وایادولید، باشگاه فوتبال هایدوک اسپلیت و باشگاه فوتبال ویتوریا ستوبال اشاره کرد.
وی در مسابقات بین‌المللی در مجموع برندهٔ ۱ مدال برنز شده‌است.